# OpenGL Shading Language
Die OpenGL Shading Language (kurz: GLSL oder glSlang) ist eine Programmiersprache, um mittels OpenGL auf dem Grafikprozessor eigene Programme, sogenannte Shader, auszuführen.

## Entstehung und Weiterentwicklung
Unter Shading wird in der Computergrafik die Veränderung einzelner Vertices bzw. Fragmente innerhalb der Grafikpipeline bezeichnet. Die Shader berechnen das Aussehen eines Objektes oder erzeugen Spezialeffekte. Typische Aufgaben sind beispielsweise die Texturierung und die Beleuchtung. In der klassischen (sogenannte Fixed Function) OpenGL-Pipeline sind die einzelnen Berechnungsschritte des Shaders unveränderbar und es können nur einzelne Parameter konfiguriert werden. Um diese Limitierung zu überwinden, wurde in der OpenGL-Version 1.4 GLSL als Extension eingeführt. GLSL erlaubt es Teile der Pipeline mittels eigener Programme frei zu definieren. So kann z. B. ein spezielles Beleuchtungsmodell oder ein Textureffekt wie Bumpmapping implementiert werden.
Mit der OpenGL-Version 2.0 wurde die Sprache ein offizieller Bestandteil der OpenGL-Spezifikation, die den Funktionsumfang von OpenGL definiert. Die initiale GLSL-Version bot nur einen Vertex- und Fragment-Shader. Mit der OpenGL-Version 3.2 wurde sie um den Geometry-Shader, mit der Version 4.0 um den Tessellation-Control- und Tessellation-Evaluation-Shaders und mit der Version 4.3 um den Compute-Shader ergänzt.
Mit der heutigen auf GLSL basierten Pipeline lassen sich, mit Ausnahme der Rasterung, alle Verarbeitungsschritte der Grafikkarte direkt programmieren.
In die Spezifikation von GLSL wurden auch Schlüsselwörter (Präzisions-Qualifizierer) der Tochterprogrammiersprache GLSL ES aufgenommen. Diese sind ausschließlich für die Portabilität mit OpenGL ES und möglichen Erweiterungen vorgesehen, haben als solches aber keine Funktion oder Bedeutung in GLSL. Die Funktionalitäten von GLSL ES sind in einer eigenständigen Spezifikation beschrieben und ist somit kein Bestandteil von GLSL.
GLSL steht in Konkurrenz zu HLSL, welches die äquivalente Funktionalität für Direct3D bereitstellt.

## Sprachmerkmale
GLSL ist eine C-ähnliche Programmiersprache, die speziell an die Notwendigkeiten von Shadern angepasst wurde. So gibt es eingebaute Typen für Vektoren, Matrizen und eine Vielzahl von Mathematik- und Grafikfunktionen. Viele der angebotenen Operationen können auf mehreren Datenelementen gleichzeitig arbeiten (SIMD). Im Unterschied zu C gibt es jedoch keine Zeiger (Pointer).
Es gibt fünf unterschiedliche GLSL-Shadertypen; Vertex-, Tessellation-, Geometry- und Fragmentshader als Teil der Rendering-Pipeline und die davon unabhängigen Compute-Shader. Jeder Shadertyp hat charakteristische Ein- und Ausgabeparameter. Der Applikationsentwickler übergibt dem OpenGL-Treiber für jeden Shadertyp den Shader-Quellcode sowie alle zusätzlichen Variablen und Konstanten. Der Treiber kompiliert und linkt die Shader zu einem Shaderprogramm. Es sind nicht zwingend alle Shadertypen zu nutzen.
Jedes Primitiv, welches die Applikation zeichnen will, passiert nun die im Shaderprogramm enthaltenen Shader in der folgenden Reihenfolge:

### 1. Vertexshader
Für jeden Vertex wird der Vertexshader einmal ausgeführt. Der Shader hat dabei nur Zugriff auf den gerade behandelten Vertex (inkl. seiner Texturkoordinaten, Normalen und sonstiger übergebener Daten), aber nicht etwa auf Nachbar-Vertices, die Topologie oder Ähnliches.

### 2. Tessellationshader
In den Tessellationshadern kann eine Fläche (Dreieck oder Viereck) in kleinere Flächen unterteilt werden. Bei der Implementierung wird zwischen Tessellation-Control-Shader und Tessellation-Evaluation-Shader unterschieden.

### 3. Geometryshader
Im Geometryshader können aus einem bestehenden Primitiv (Punkt, Linie, Dreieck) neue Primitive erstellt werden.

### 4. Fragmentshader
Der Fragmentshader wird für jedes Fragment (Pixel, bevor sie auf dem Anzeigegerät angezeigt werden) einmal ausgeführt. Hier wird die Farbe für das entsprechende Fragment berechnet.
Fragmentshader sind das Äquivalent zu Direct3Ds Pixelshader.

### Compute-Shader
Dieser Shadertypus kann unabhängig von der Grafikpipeline Daten bearbeiten und somit GPGPU-Berechnungen im OpenGL-Context ausführen.

## Beispiel
Ein Beispiel eines GLSL-Programms aus einem Vertex- und einem Fragmentshader. Das Programm erzeugt eine rote Silhouette aller Objekte.

### Vertexshader
Dieser Vertexshader verhält sich wie die klassische (Fixed Function) OpenGL-Pipeline. Er setzt die Vordergrundfarbe des Vertex auf die von der Applikation spezifizierte Farbe (gl_Color) und die Matrix gl_ModelViewProjectionMatrix positioniert den Vertex (gl_Vertex) relativ zur Kamera im Raum.
```
  
void
 
main
(
void
)

  
{

    
gl_FrontColor
 
=
 
gl_Color
;

    
gl_Position
 
=
 
gl_ModelViewProjectionMatrix
 
*
 
gl_Vertex
;

  
}

```

### Fragmentshader
Dieser einfache Fragmentshader ignoriert die Eingangsfarbe (gl_Color) und setzt die Fragmentfarbe auf rot.
```
  
void
 
main
(
void
)

  
{

    
gl_FragColor
 
=
 
vec4
(
1.0
,
 
0.0
,
 
0.0
,
 
1.0
);

  
}

```

## Versionsgeschichte
| Legende: | Alte Version | Ältere Version; noch unterstützt | Aktuelle Version | Aktuelle Vorabversion | Zukünftige Version |

| Version | Veröffentlichung | Beschreibung / Änderungen |
| ------- | ---------------- | --- |
| 1.10    | 30. April 2004   | - OpenGL 2.0 - erste Veröffentlichung |
| 1.20    | 2. August 2006   | - OpenGL 2.1 - Nichtquadratische Matrizen - Schwerpunkts-basierte Interpolation zwischen Vertex- und Fragment-Shader - Invariante Werte aus gleichen Ausdrücken verschiedener Programme - Außenprodukt einer linearen algebraischen Matrixmultiplikation - Transponieren einer Matrix - Koordinaten des aktuellen Fragments innerhalb eines Punkt-Primitiv |
| 1.30    | 11. August 2008  | - OpenGL 3.0 - Mehrfachauswahl - Ganzzahlige Textur-Datentypen - Vorzeichenlose Ganzzahl-, Vektor- und Textur-Datentypen - nicht-perspektivische lineare Interpolation und Nicht-Interpolation - hyperbolische Winkel-Funktionen - abschneiden und runden von Gleitkommazahlen                                                                             |
| 1.40    | 24. März 2009    | - OpenGL 3.1 - Format-Layout für Variablen-Deklaration - Invertieren einer Matrix |
| 1.50    | 3. August 2009   | - OpenGL 3.2 - Wahl zwischen Kern-Profil und Kompatibilitäts-Profil - determinieren einer Matrix - Geometry-Shader |
| 3.30    | 11. März 2010    | - OpenGL 3.3 - Konvertierung zwischen Ganzzahlen und Gleitkommazahlen mit Beibehaltung der Bit-Level-Darstellung |
| 4.00    | 11. März 2010    | - OpenGL 4.0 - Gleitkommazahlen-Datentyp mit doppelter Genauigkeit - Packen und Entpacken von Gleitkommazahlen - Tesselation-Shader |
| 4.10    | 26. Juli 2010    | - OpenGL 4.1 |
| 4.20    | 8. August 2011   | - OpenGL 4.2 - Zugriffskontrolle von Speichervariablen - Packen und Entpacken von Ganzzahlen |
| 4.30    | 6. August 2012   | - OpenGL 4.3 - Compute-Shader |
| 4.40    | 22. Juli 2013    | - OpenGL 4.4 |
| 4.50    | 20. Juli 2014    | - OpenGL 4.5 - Kompatibilitätsprofil zu OpenGL ES 3.1 - Erweiterte Kontrolle der Berechnung von Ableitungen |
| 4.60    | 23. Juli 2017    | - OpenGL 4.6 - Unterstützung für OpenGL SPIR-V |